# Clericis laicos
Clericis laicos foi uma bula papal emitida em 5 de fevereiro de 1296 pelo papa Bonifácio VIII, na tentativa de impedir que os estados seculares da Europa, em particular a França e a Inglaterra, se apropriassem das receitas da igreja sem a permissão expressa do papa. As duas monarquias expansionistas haviam chegado ao ponto máximo, e os precedentes para a tributação do clero por uma "guerra justa" se declarados numa cruzada e autorizados pelo papado estavam bem estabelecidos. A posição de Bonifácio era que a autorização prévia sempre fora exigida e o clero não fora tributado por uma guerra puramente secular e dinástica.

## Contexto
Bonifácio VIII considerava o conflito entre a Inglaterra e a França um assunto particularmente grave. Enquanto a França estivesse em guerra, era menos provável que ela pudesse lhe oferecer assistência na Itália; nem eram propensos a participar de qualquer expedição à Terra Santa. As hostilidades com a França também trouxeram maiores exações à igreja inglesa para financiá-las. Bento XI enviou núncios cardinais a cada tribunal na esperança de uma trégua intermediada, mas seus esforços não tiveram êxito.
Numa época em que os leigos eram tributados em um décimo primeiro em seus bens móveis, ou em um sétimo se morassem na cidade ou em uma propriedade real, o clero, sob o arcebispo de Cantuária Robert Winchelsey, ofereceu um décimo para a defesa nacional. O rei Eduardo I recusou, sugerindo um quarto ou um terço.
O Quarto Conselho Lateranense de 1215 reiterou um princípio encontrado no Conselho Lateranense de 1179, que um poder secular não pode tributar a propriedade da Igreja sem primeiro obter permissão do papa. Tornou-se prática aceita. O próprio Filipe IV observou-o em 1288 ao coletar um décimo em três anos. Com a guerra com Eduardo I, no entanto, ele dispensou a formalidade, provocando protestos do clero francês e queixas a Roma.

## Conteúdo
A bula decretou que todos os prelados ou outros superiores eclesiásticos que, sob qualquer pretexto, não devam, sem a autoridade da Santa Sé, pagar aos leigos qualquer parte de sua renda ou da receita da Igreja, da mesma forma todos os imperadores, reis, duques, etc., que exigirem ou receberem tais pagamentos, incorrerá pelo mesmo notivo a sentença de excomunhão.
James F. Loughlin, escrevendo na Catholic Encyclopedia (1903), vê isso como expressão de dois princípios subjacentes: (1) Que o clero deve gozar igualmente com os leigos o direito de determinar a necessidade e a quantidade de seus subsídios à Coroa; e (2) Que o chefe da Igreja deveria ser consultado quando houvesse a questão de desviar as receitas da Igreja para fins seculares.
A Bula foi criticada pela veemência de seu tom, por sua acusação exagerada da atitude hostil dos leigos de todas as idades em relação ao clero e por seu fracasso em deixar clara a distinção entre as receitas dos benefícios puramente eclesiásticos e as "taxas leigas" mantidas pelo clero sobre posse feudal. Os conselheiros inescrupulosos de Filipe foram rápidos em tirar proveito da linguagem apressada do papa e, forçando-o a dar explicações, colocaram-no na defensiva e enfraqueceram seu prestígio.
Clericis laicos era um lembrete do princípio tradicional. Surpreendido pela forte reação da coroa francesa e pela pressão dos bispos franceses em busca de um compromisso, em julho de 1297, Bonifácio emitiu outra Bula, Etsi de statu, que permitia a tributação leiga do clero sem o consentimento papal em casos de emergência.
No entanto, Clericis laicos foi incluído pelo Papa Bonifácio em sua coleção de direito canônico, o Liber sextus decretalium. Somente após a morte do sucessor de Bonifácio, Bento XI, os canonistas começaram a tratar a Bula verdadeiramente como revogada.